# لیگ حرفه‌ای فوتبال عربستان ۲۲–۲۰۲۱
لیگ حرفه‌ای عربستان سعودی ۲۲-۲۰۲۱، چهل و ششمین دوره لیگ حرفه‌ای عربستان، برترین سطح فوتبال عربستان برای باشگاه‌های فوتبال عربستان، از زمان تأسیس آن در سال ۱۹۷۶ است . برنامه بازی‌های فصل ۲۲-۲۰۲۱ در ۱۸ ژوئیه ۲۰۲۱ اعلام شد.
الهلال پس از اینکه هفدهمین عنوان قهرمانی خود را در فصل گذشته کسب کرد، امسال برای دومین بار پیاپی مدافع عنوان قهرمانی است. الفیحا، الحزم و الطائی به عنوان سه باشگاه صعود کرده از لیگ دسته ۱ عربستان ۲۱-۲۰۲۰ در این رقابت ها شرکت کردند و جایگزین العین، القادسیه و الوحده شدند که به لیگ ۱ عربستان در فصل ۲۲-۲۰۲۱ سقوط کردند.

## بررسی اجمالی

### حمایت
در ۸ آگوست ۲۰۲۱، لیگ حرفه‌ای عربستان سعودی اعلام کرد که یک قرارداد جهت حمایت مالی از این لیگ با شرکت املاک و مستغلات راشن امضا کرده است. در ۹ آگوست ۲۰۲۱، فدراسیون فوتبال عربستان قراردادی را با شرکت فناوری چینی لنوو امضا کرد تا شریک فناوری رسمی تمام مسابقات فوتبال عربستان شود.

### تغییرات
در ۸ آگوست ۲۰۲۱، وزارت ورزش عربستان اعلام کرد که محدودیت ظرفیت را از ۴۰٪ به ۶۰٪ در همه استادیوم ها افزایش داده است. همچنین اعلام شده است که کودکان زیر ۱۲ سال اجازه حضور در مسابقات را ندارند و مجوز حضور افرادی که به طور کامل واکسینه شده اند صادر میشود.

## تیم ها
این لیگ با ۱۶ تیم که شامل ۱۳ تیم از فصل قبل و ۳ تیم صعود کرده از لیگ دسته ۱ عربستان برگزار میشود.
تیم هایی که به لیگ برتر صعود کردند
اولین باشگاهی که صعود کرد، الحازم بود که پس از پیروزی ۴-۲ خارج از خانه مقابل الساحل در ۲۰ آوریل ۲۰۲۱، صعودش به لیگ حرفه‌ای قطعی شد. الحازم پس از یک فصل غیبت در لیگ حرفه‌ای عربستان دوباره در این فصل شرکت کرد. الحازم پس از پیروزی ۱-۰ خارج از خانه مقابل هاجر در ۲۱ مه ۲۰۲۱ قهرمان این دوره رقابت ها نیز شد.
باشگاه دوم که به این لیگ صعود کرد الفیحا بود، که از تساوی ۰-۰ با آل تای در 20 مه 2021 به این لیگ صعود کرد. الفیحا همانند الحزم پس از یک فصل غیبت در لیگ حرفه‌ای عربستان، دوباره در این دوره از لیگ شرکت میکند.
سومین و آخرین باشگاهی که صعود کرد، الطائی بود که در آخرین بازی لیگ پس از پیروزی ۲-۰ خارج از خانه مقابل العرار، به لیگ حرفه‌ای صعود کرد. الطائی برای اولین بار از فصل ۰۸-۲۰۰۷ در لیگ حرفه‌ای عربستان بازی خواهد کرد.
تیم هایی که به لیگ دسته ۱ عربستان سقوط کردند
اولین باشگاهی که سقوط کرد، العین بود که تنها پس از یک سال حضور در لیگ حرفه‌ای، پس از شکست ۲-۰ خارج از خانه مقابل النصر در ۱۴ مه ۲۰۲۱، به لیگ ۱ عربستان سقوط کرد.
در هفته پایانی لیگ حرفه‌ای عربستان هر دو تیم القادسیه و الوحده به ترتیب با تساوی مقابل ابها و باخت مقابل الشباب به لیگ دسته ۱ عربستان سقوط کردند. القادسیه تنها پس از یک سال حضور در لیگ حرفه‌ای سقوط کرد در حالی که الوحده پس از سه سال حضور در لیگ حرفه‌ای، به لیگ ۱ عربستان رفت.

### استادیوم ها
توجه: فهرست های جدول به ترتیب حروف الفبا.
| تیم     | محل         | استادیوم                            | ظرفیت  |
| ------- | ----------- | ----------------------------------- | ------ |
| ابها    | ابها        | استادیوم شاهزاده سلطان بن عبدالعزیز | ۲۰٬۰۰۰ |
| الاهلی  | جده         | شهر ورزشی ملک عبدالله               | ۶۲٬۳۴۵ |
| الباطن  | حفار الباطن | ورزشگاه باشگاه البطین               | ۶٬۰۰۰  |
| الاتفاق | دمام        | استادیوم شاهزاده محمد بن فهد        | ۳۵٬۰۰۰ |
| الفیصلی | هارمه       | شهر ورزشی المجمعه                   | ۷٬۰۰۰  |
| الفتح   | الحسا       | استادیوم شاهزاده عبدالله بن جلاوی   | ۲۶٬۰۰۰ |
| الفیحا  | المجمعه     | شهر ورزشی المجمعه                   | ۷٬۰۰۰  |
| الحازم  | ار راس      | ورزشگاه باشگاه الحازم               | ۸٬۰۰۰  |
| الهلال  | ریاض        | استادیوم بین المللی ملک فهد         | ۶۲٬۶۸۵ |
| الاتحاد | جده         | شهر ورزشی ملک عبدالله               | ۶۲٬۳۴۵ |
| النصر   | ریاض        | پارک مرسول                          | ۲۵٬۰۰۰ |
| الرائد  | بریده       | استادیوم شهر ورزشی ملک عبدالله      | ۲۵٬۰۰۰ |
| الشباب  | ریاض        | استادیوم شاهزاده خالد بن سلطان      | ۱۵٬۰۰۰ |
| التعاون | بریده       | استادیوم شهر ورزشی ملک عبدالله      | ۲۵٬۰۰۰ |
| الطائی  | تگرگ        | استادیوم شاهزاده عبدالعزیز بن موسی  | ۱۲٬۰۰۰ |
| ضمک     | خمیس مشیط   | استادیوم شاهزاده سلطان بن عبدالعزیز | ۲۰٬۰۰۰ |

1:^ الفیصلی بازی های خانگی خود را در المجمعه انجام می دهد.2:^ الهلال همچنین از ورزشگاه شاهزاده فیصل بن فهد به دلیل بزرگتر و باکیفیت تربودن (22500 نفر ظرفیت) به عنوان ورزشگاه خانگی استفاده می کند.

## جدول لیگ
| رتبه | تیم     | بازی | برد | مساوی | باخت | گل زده | گل خورده | گل تفاضل | امتیاز | صعود یا سقوط                             |
| ---- | ------- | ---- | --- | ----- | ---- | ------ | -------- | -------- | ------ | ---------------------------------------- |
| ۱    | ضمک     | ۹    | ۵   | ۳     | ۱    | ۱۳     | ۸        | ۵+       | ۱۸     | صعود به لیگ قهرمانان آسیا                |
| ۲    | الاتحاد | ۹    | ۵   | ۲     | ۲    | ۱۸     | ۸        | ۱۰+      | ۱۷     | صعود به لیگ قهرمانان آسیا                |
| ۳    | الفیحا  | ۸    | ۴   | ۱     | ۳    | ۱۰     | ۸        | ۲+       | ۱۳     | صعود به لیگ قهرمانان آسیا                |
| ۴    | النصر   | ۶    | ۴   | ۰     | ۲    | ۱۳     | ۸        | ۵+       | ۱۲     |                                          |
| ۵    | الفتح   | ۸    | ۳   | ۳     | ۲    | ۹      | ۴        | ۵+       | ۱۲     |                                          |
| ۶    | الشباب  | ۹    | ۴   | ۳     | ۲    | ۱۶     | ۱۱       | ۵+       | ۱۵     |                                          |
| ۷    | الهلال  | ۶    | ۳   | ۳     | ۰    | ۹      | ۶        | ۳+       | ۱۲     |                                          |
| ۸    | الرائد  | ۸    | ۳   | ۲     | ۳    | ۱۱     | ۱۲       | ۱−       | ۱۱     |                                          |
| ۹    | الفیصلی | ۹    | ۲   | ۵     | ۲    | ۱۱     | ۱۲       | ۱−       | ۱۱     |                                          |
| ۱۰   | الحزم   | ۹    | ۲   | ۴     | ۳    | ۹      | ۱۱       | ۲−       | ۱۰     |                                          |
| ۱۱   | الاهلی  | ۹    | ۲   | ۵     | ۲    | ۱۲     | ۱۱       | ۱+       | ۱۱     |                                          |
| ۱۲   | الطائی  | ۸    | ۲   | ۱     | ۵    | ۸      | ۱۱       | ۳−       | ۷      |                                          |
| ۱۳   | الاتفاق | ۸    | ۱   | ۴     | ۳    | ۱۲     | ۱۸       | ۶−       | ۷      |                                          |
| ۱۴   | ابها    | ۸    | ۲   | ۱     | ۵    | ۸      | ۱۸       | ۱۰−      | ۷      | سقوط به لیگ فوتبال شاهزاده محمد بن سلمان |
| ۱۵   | الباطن  | ۹    | ۲   | ۳     | ۴    | ۷      | ۱۱       | ۴−       | ۹      | سقوط به لیگ فوتبال شاهزاده محمد بن سلمان |
| ۱۶   | التعاون | ۹    | ۰   | ۴     | ۵    | ۱۳     | ۲۲       | ۹−       | ۴      | سقوط به لیگ فوتبال شاهزاده محمد بن سلمان |

## آمار فصل
تا تاریخ 17 October 2021

### امتیاز دهی

#### گلزنان برتر
| رتبه | بازیکن          | باشگاه  | اهداف |
| ---- | --------------- | ------- | ----- |
| 1    | رامون لوپز      | الفیحا  | 6     |
| 1    | اميليو زلايا    | ضمک     | 6     |
| 1    | لئاندر توامبا   | التعاون | 6     |
| 1    | اوديون ايگالو   | الشباب  | 6     |
| 5    | تاليسا          | النصر   | 5     |
| 5    | جولیو تاوارس    | الفیصلی | 5     |
| 5    | رومارینیو       | الاتحاد | 5     |
| 8    | بافتیمبی گومیس  | الهلال  | 4     |
| 8    | کریم ال برکائوی | الرائد  | 4     |

#### بیشترین پاس گل
| رتبه | بازیکن               | باشگاه  | کمک می کند |
| ---- | -------------------- | ------- | ---------- |
| 1    | ایگور کورونادو       | الاتحاد | 7          |
| 2    | پاناگیوتیس تاچتسیدیس | الفیها  | 5          |
| 3    | عبدالله العمار       | ضمک     | 4          |
| 4    | ماتئوس پریرا         | الهلال  | 3          |
| 4    | عبدالفتاح عسیری      | النصر   | 3          |
| 4    | احمد الزین           | الرائد  | 3          |
| 4    | سوزا                 | الاتفاق | 3          |
| 4    | یزید البکر           | التعاون | 3          |

### کلین شیت
| رتبه | بازیکن              | باشگاه  | کلین شیت |
| ---- | ------------------- | ------- | -------- |
| 1    | ماکسیم کوال         | الفتح   | 4        |
| 2    | ولادیمیر استویکوویچ | الفیها  | 3        |
| 2    | مصطفی ضغبا          | ضمک     | 3        |
| 4    | احمد الرحیلی        | الرائد  | 2        |
| 4    | مالک اصلح           | الحزم   | 2        |
| 4    | عبدالله المیوف      | الهلال  | 2        |
| 4    | مارسلو گروهه        | الاتحاد | 2        |
| 4    | فواز القرنی         | الشباب  | 2        |
| 4    | مارتین کامپانا      | الباطن  | 2        |

### انضباط و جوانمردانگی

#### بازیکن
- بیشترین کارت زرد: ۴ [۲۶]
  -  مارسلو (الطائی)
  -  حمدان الشمرانی (الاتحاد)
  -  مروان سعدان (الفتح)
  -  سعود عبدالحمید (الاتحاد)
  -  ایگور روسی (الفیصلی)
- بیشترین کارت قرمز: ۱ [۲۶]
  - 10 بازیکن

#### باشگاه
- بیشترین کارت زرد: ۲۵ [۲۶]
  - الفیصلی
- بیشترین کارت قرمز:۴ [۲۶]
  - الشباب

## حضور تماشاگران

### هفته
| دور(هفته) | جمع    |    | میانگین در هر بازی |
| --------- | ------ | -- | ------------------ |
| دور 1     | 38,554 | 8  | 4,820              |
| دور 2     | 43,357 | 8  | 5,420              |
| دور 3     | 46759  | 8  | 5,845              |
| دور 4     | 50900  | 6  | 8,484              |
| دور 5     | 50,724 | 8  | 6,341              |
| دور 6     | 73,053 | 8  | 9,132              |
| دور 7     | 39761  | 8  | 4971               |
| دور 8     | 39795  | 7  | 5,685              |
| دور 9     | 0      | 0  | 0                  |
| دور 10    | 0      | 0  | 0                  |
| دور 11    | 0      | 0  | 0                  |
| دور 12    | 0      | 0  | 0                  |
| دور 13    | 0      | 0  | 0                  |
| دور 14    | 0      | 0  | 0                  |
| دور 15    | 0      | 0  | 0                  |
| دور 16    | 0      | 0  | 0                  |
| دور 17    | 0      | 0  | 0                  |
| دور 18    | 0      | 0  | 0                  |
| دور 19    | 0      | 0  | 0                  |
| دور 20    | 0      | 0  | 0                  |
| دور 21    | 0      | 0  | 0                  |
| دور 22    | 0      | 0  | 0                  |
| دور 23    | 0      | 0  | 0                  |
| دور 24    | 0      | 0  | 0                  |
| دور 25    | 0      | 0  | 0                  |
| دور 26    | 0      | 0  | 0                  |
| دور 27    | 0      | 0  | 0                  |
| دور 28    | 0      | 0  | 0                  |
| دور 29    | 0      | 0  | 0                  |
| دور 30    | 0      | 0  | 0                  |
| جمع       | 382903 | 61 | 6278               |

## جوایز

### جوایز ماهانه
| ماه     | مدیر ماه     | مدیر ماه | بازیکن ماه     | بازیکن ماه | دروازه بان ماه      | دروازه بان ماه | ستاره نوظهور ماه | ستاره نوظهور ماه | ارجاع  |
| ماه     | مدیر         | باشگاه   | بازیکن         | باشگاه     | بازیکن              | باشگاه         | بازیکن           | باشگاه           | ارجاع  |
| ------- | ------------ | -------- | -------------- | ---------- | ------------------- | -------------- | ---------------- | ---------------- | ------ |
| مرداد   | ووک راشوویچ  | الفیحا   | احمد هقاضی     | الاتحاد    | ولادیمیر استویکوویچ | الفیحا         | متب الحربی       | الشباب           | [ ۲۷ ] |
| سپتامبر | کرشیمیر رژیچ | ضمک      | ایگور کورونادو | الاتحاد    | مصطفی ضغبا          | ضمک            | نواف بوشال       | الفتح            | [ ۲۸ ] |

## تعداد تیم ها بر اساس استان
| رتبه | استان      | عدد | تیم ها                                     |
| ---- | ---------- | --- | ------------------------------------------ |
| 1    | ریاض       | 5   | الفیصلی ، الفیحا ، الهلال ، النصر و الشباب |
| 2    | القاسم     | 3   | الحزم ، الرائد و التعاون                   |
| 2    | استان شرقی | 3   | الباطن ، الاتفاق و الفتح                   |
| 4    | مکه        | 2   | الاهلی و الاتحاد                           |
| 4    | اسیر       | 2   | ابها و ضمک                                 |
| 6    | تگرگ       | 1   | الطائی                                     |